# Mondo Deluxe
Mondo Deluxe är det svenska garagerockbandet The Peepshows' debutalbum, utgivet 2000 på CD och LP av Burning Heart Records. Skivan utgavs även i Japan med en bonuslåt och i USA på CD av Scooch Pooch.

## Låtlista
Där inte annat anges är låtarna skrivna av Andreas Wolfbrandt.
1. "Cheap Thrills"
2. "City of the Damned"
3. "491"
4. "Thy Will (Not Mine)" (Andreas Wolfbrandt, Magnus Hägerås)
5. "Turn Me On"
6. "No Excuses"
7. "Turn Around"
8. "Indifferent"
9. "Right Now"
10. "Fear the Cheater"
11. "Aim to Cheat"
12. "Goodnight"
13. "Pink Noise" (bonuslåt på den japanska utgåvan)

## Personal
- Peter in de Betou - mastering
- Henry Ford - orgel, piano
- Matthias Fransson - bas
- Mathias Färm - producent, tekniker
- Magnus Hägerås - gitarr
- Johan Sandström - trummor
- Nikola Sarcevic - sång på "No Excuses", bakgrundssång
- Mieszko Talarczyk - tekniker
- Andreas Wolfbrandt - gitarr, sång

### Fotnoter
1. 1 2  ”Mondo Deluxe”. Burning Heart Records. http://www.burningheart.com/bands/index.php?id=58&bio=2. Läst 14 april 2012.
2. ↑  ”Mondo Deluxe”. Discogs.com. http://www.discogs.com/Peepshows-Mondo-Deluxe/release/2011475. Läst 14 april 2012.